# D 650 (Türkei)
Die Straße D 650 (Devlet yolu 650) ist eine 591 km lange Straße in der Türkei. Sie ist eine der Nord-Süd-Hauptachsen des Landes und führt von Karasu am Schwarzen Meer im Norden nach Antalya an der Küste des Mittelmeers im Süden. Dabei kreuzt oder berührt sie die großen West-Ost-Achsen D 010, D 100, D 300 und D 400 sowie die D 230, D 240, D 320, D 330 und D 350.

## Verlauf

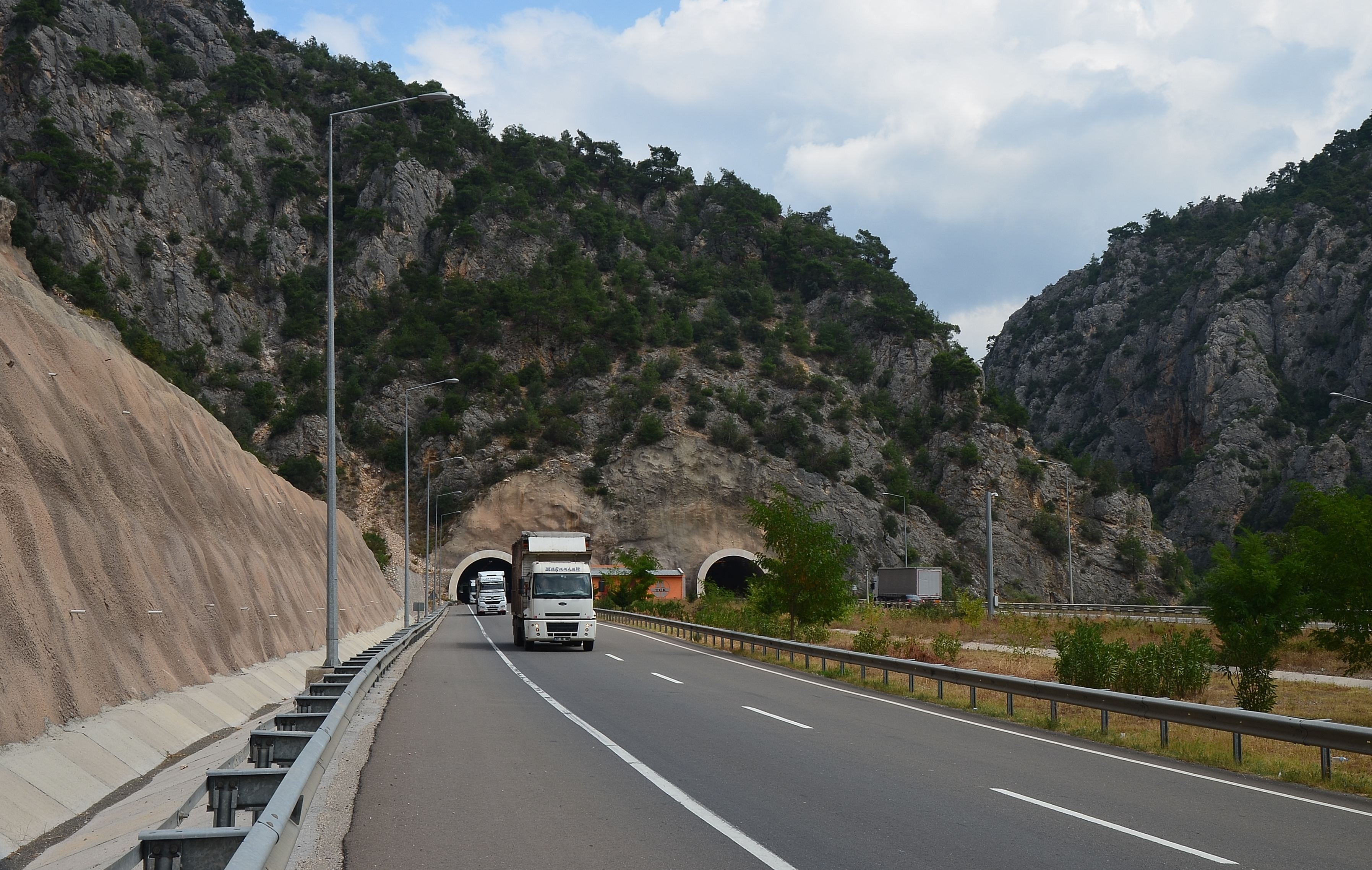
Osmangazi-Tunnel (Südseite)

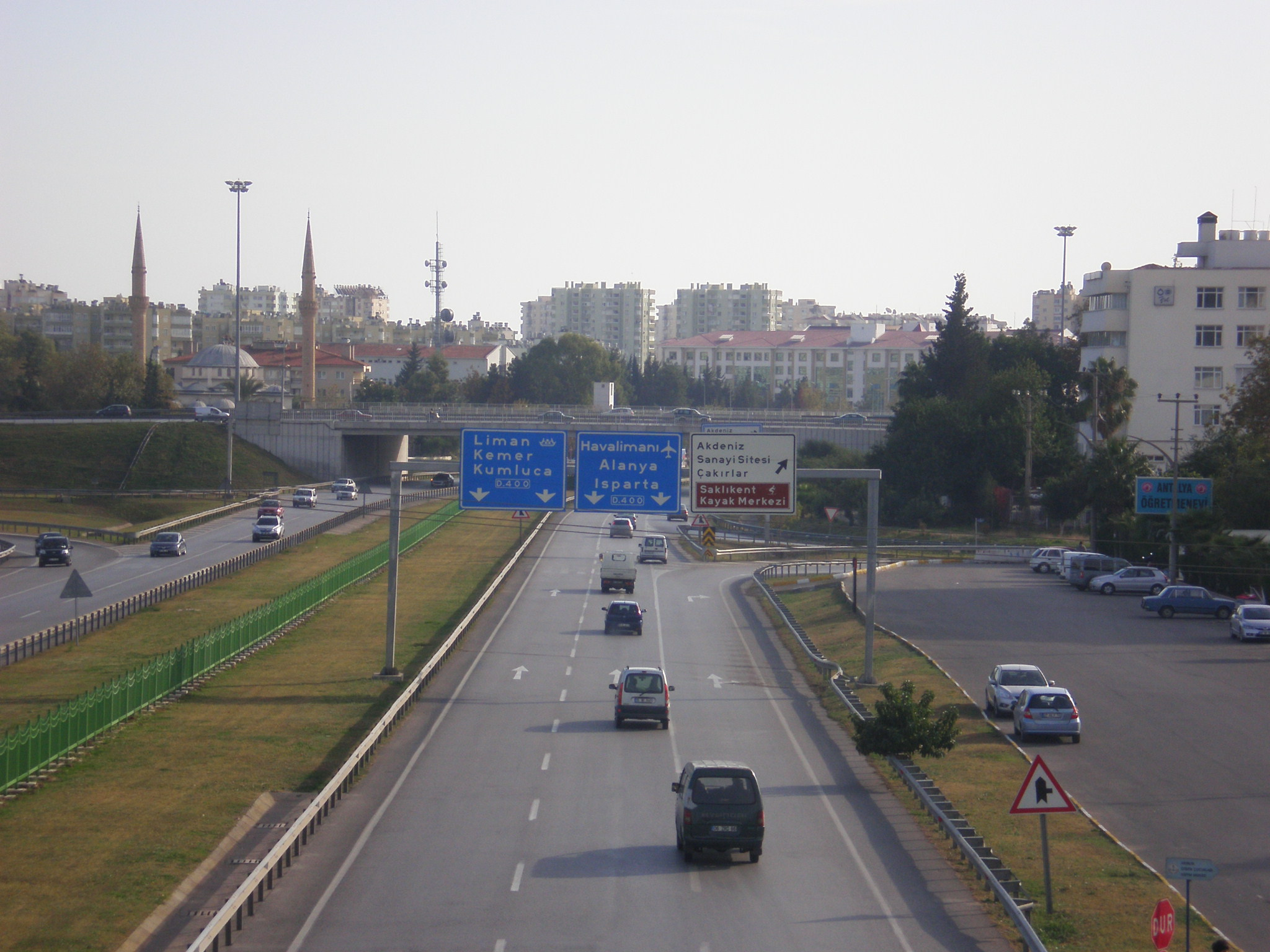
Ende der Straße in Antalya

Die Straße beginnt im Norden in Karasu an der D 010 und führt in südöstlicher Richtung über Ferizli nach Adapazarı, in dessen Nähe sie die D 100 kreuzt. Von dort setzt sie sich in etwa dem Sakarya Nehri folgend nach Südwesten über Osmaneli und weiter nach Süden durch den rund 2470 m langen zweiröhrigen Osmangazi-Tunnel unter Umgehung des Gülümbe-Passes in die Provinzhauptstadt Bilecik fort, führt weiter nach Bozüyük und verläuft dort kurz gemeinsam mit der D 200. Von dort wendet sie sich nach Süden und verläuft über eine Strecke von rund 40 km gemeinsam mit der D 230 nach Kütahya. Ihre Fortsetzung führt an Afyonkarahisar westlich vorbei und über die D 300 sowie östlich Dinar passierend in die Provinzhauptstadt Burdur. Von dort führt sie nach Süden über das Taurusgebirge in das an der Mittelmeerküste gelegene Antalya, wo sie an der D 400 endet.